# Józef Wieniawski
Józef Wieniawski (Lublin (Polònia), 23 de maig, 1837 - Brussel·les (Bèlgica), 11 de novembre, 1912), va ser un pianista, compositor, director d'orquestra i professor polonès.

## Biografia
Józef era el germà petit del famós violinista Henryk Wieniawski. Després de Franz Liszt, va ser el primer pianista a interpretar públicament tots els estudis de Chopin. Va aparèixer amb Liszt en recitals a París, Londres, Copenhaguen, Estocolm, Brussel·les, Leipzig i Amsterdam.
Tot i que ara està força oblidat, Józef Wieniawski gaudia d'una reputació com un dels millors músics d'Europa. Cap al final de la seva vida, un periodista li va preguntar quant de temps pensava servir a la música. Va respondre: "Mentre segueixi sent jove!".
Józef Wieniawski va estudiar al Conservatori de París amb Pierre Zimmermann i Antoine François Marmontel el 1847, i el va deixar el 1850. El 1855 va rebre una beca del tsar de Rússia per estudiar amb Franz Liszt a Weimar i de 1856 a 1858 a Berlín amb Adolf Bernhard Marx, amb qui va estudiar teoria musical.
Després d'haver actuat entre 1851 i 1853 com a acompanyant del seu germà, va decidir seguir una carrera independent com a virtuós del piano. En gires de concerts per Europa, va interpretar no només les seves pròpies composicions, inclòs el Concert per a piano en sol menor, sinó també les obres dels compositors Beethoven, Schubert, Mendelssohn, Liszt, Schumann i Weber. Segons Liszt, va ser el primer pianista després d'ell a interpretar els estudis de Chopin, tots en públic.
Després de tornar a París, va establir relacions amistoses amb Rossini, Gounod, Berlioz i Wagner, i també es va apropar a la Cort Imperial i es va convertir en un dels artistes preferits de Napoleó III. Després es va traslladar a Moscou, on va ser nomenat membre del professorat de piano del Conservatori de Moscou, fundat el 1866. Contràriament al que afirmaven moltes fonts establertes, mai va arribar a ser professor al Conservatori Reial de Brussel·les, sinó que va tornar a viure en aquesta ciutat a partir del 1902. Va morir a Brussel·les, als 75 anys.

## Col·laboracions
Józef Wieniawski també va comptar amb obres de compositors polonesos contemporanis al repertori, com ara Stanisław Moniuszko, Moritz Moszkowski, Carl Tausig, Władysław Żeleński, Antoni Stolpe, Moritz Moszkowski, Edward Wolff. Música de Cambra, va actuar amb freqüència amb els violinistes, violoncel·listes i cantants més reconeguts de la seva època, entre els quals Pablo de Sarasate, Henri Vieuxtemps, Apolinary Kątski, Eugène Ysaÿe i Jenő Hubay, Leopold Auer, Joseph Joachim, Carlo Alfredo Piatti, Ignacy Jan Paderewski, Louis Diémer, Pauline Viardot i Marcella Sembrich.
A més d'una simfonia i un concert per a piano, Wieniawski va compondre, entre d'altres, una sonata per a piano, 24 estudis, dos estudis de concert, una balada en mi bemoll menor, una polonesa, una masurca, barcaroles, improvisats, valsos i moltes peces curtes per a piano. Les seves composicions, escrites per ser interpretades als seus propis concerts, tenen qualitats artístiques superiors i dificultats tècniques del més alt nivell, donant així una idea clara de les habilitats interpretatives del seu autor. Va deixar 11 enregistraments mecànics de les seves peces per a piano que fins ara no han sortit a la llum.

## Composicions
- Allegro de Sonate for Violin and Piano, Op. 2
- Valse de Concert No. 1 in D-flat major, Op. 3 "À mon maître et ami Mr A. Marmontel, Professseur au Conservatoire de Paris"
- Tarantella, Op. 4 "À Monsieur F. Liszt"
- Grand Duo Polonais for Violin and Piano, Op. 5
- Valse de Salon, Op.7 "À Son Altesse La Princesse de Hohenzollern-Hechingen"
- Barcarolle-Caprice, Op. 9
- Souvenir of Lublin, Op. 12
- Piano Concerto, Op. 20
- Polacca, Op. 21
- Piano Sonata, Op. 22
- Fantaise et Fugue, Op. 25 "À Monsieur Joachim Raff"
- Sonata for Cello and Piano, Op. 26
- Sur l'Océan, Op. 28
- Valse de Concert, Op. 30
- Ballata, Op. 31
- Improviso, Op. 34
- Deuxieme Tarantelle, Op. 35 "À Madame Anette Essipoff"
- Nocturne, Op. 37 "À Mademoiselle Marie Iwanowska"
- Piano Trio, Op. 40
- Fantasia for 2 Pianos, Op. 42 "À Monsieur Rodolphe Strobl"
- Guillame le Taciture, Overture for Orchestra, Op. 43
- 24 Études de mécanisme et de style for Piano, Op. 44
- Reverie for Piano, Op. 45 "À Mademoiselle Jeanne de Fortis"
- Valse-Caprice, Op. 46 "À Monsieur Paul de Schlözer"
- Symphony in D major, Op. 49

## Discografia
- 2008: Piano Works Vol. 1 – Acte Préalable AP0184
- 2014: Piano Works Vol. 2 – Acte Préalable AP0291
- 2014: William the Silent - Symphony - Acte Préalable AP0331
- 2017: Piano Works Vol. 3 – Acte Préalable AP0405
- 2017: Piano Works Vol. 4 – Acte preliminar AP0406
- 2018: Música vocal completa – Acte preliminar AP0410
- 2020: Obres de cambra completes Vol. 1 – Acte preliminar AP0468
- 2020: Obres de cambra completes Vol. 2 – Acte preliminar AP0468
- 2020: Obres per a piano Vol. 5 – Acte preliminar AP0474

## Llegat
Fons Józef Wieniawski

La Biblioteca del Conservatori Reial de Brussel·les conserva una important sèrie de manuscrits autògrafs de J. Wieniawski, donats per la seva filla, Elisabeth Wieniawski, recollits al fons Józef Wieniawski. Entre ells hi ha la Sonata per a piano i violí, op. 20, i el Concert per a piano i orquestra, op. 24, dedicat a Leopold II de Bèlgica.